# Aeroport (stanice metra v Moskvě)
Aeroport (rusky Аэропо́рт) je stanice moskevského metra. Nachází se na severu města,

## Charakter stanice
Stanice je podzemní, nachází se pouhých 8,6 m hluboko pod zemí (jednolodní stanice metra mělkého založení). Ostrovní nástupiště nepodpírají žádné sloupy. Stanice byla otevřena 11. září 1938 jako součást druhého provozního úseku Zamoskvorecké linky, slouží nedalekému Frunzeho ústřednímu letišti .
Stanice je dnes jednou z ukázek sovětské architektury konce 30. let 20. století, kdy byly prvky art deco kombinovány se socialistickým realismem. Hlavním tématem ztvárnění stanice bylo právě letectví. Obklad stanice tvoří na stěnách za nástupištěm leštěný birobidžanský a uralský mramor. Přes celou klenbu pak vedou linie, které na ní vytvářejí geometrické obrazce.
Stanice má jeden výstup, který ústí na Leningradský prospekt. Aeroport denně využije 59 800 cestujících.